# برندان غليسون
برندان غليسون (بالإنجليزية: Brendan Gleeson)‏ من مواليد 29 مارس 1955 هو ممثل أيرلندي.

## سيرة شخصية
ولد جليسون في دبلن ، ابن بات وفرانك جليسون.  وصف نفسه بأنه كان قارئًا نهمًا عندما كان طفلاً.  تلقى تعليمه في المستوى الثاني في سانت جوزيف سي بي اس في فيرفيو ، دبلن حيث كان عضوًا في مجموعة الدراما المدرسية. حصل على بكالوريوس الآداب من جامعة كوليدج دبلن وتخصص في اللغة الإنجليزية والأيرلندية . بعد التدريب كممثل. عمل لعدة سنوات كمدرس ثانوي للغة الأيرلندية والإنجليزية في كلية بيلكام الكاثوليكية البائدة في شمال مقاطعة دبلن والتي أغلقت في عام 2004.   كان يعمل في وقت واحد كممثل أثناء التدريس ويقوم بإنتاج شبه احترافي ومهني في دبلن والمناطق المحيطة بها. ترك مهنة التدريس ليعمل بدوام كامل في التمثيل عام 1991.

## حياة شخصية
وهو متزوج من ماري ويلدون منذ عام 1982. له أربعة أبناء. دومهنال ، فيرغوس ، بريان ، رهيري. دومنال و بريان ممثلان أيضًا.  يتحدث غليسون اللغة الأيرلندية بطلاقة ويدافع عن تعزيزها. وهو من مشجعي نادي كرة القدم الإنجليزي أستون فيلا ، وكذلك ابنه دومنال. 

## الترشيحات لجائزة الجولدن جلوب
- أفضل ممثل كوميدى أو أستعراضى عام 2009 عن فيلم في بروج
- أفضل ممثل في مسلسل تلفيزيونى قصير أو فيلم تلفيزيونى عام 2010 عن فيلم وسط العاصفة
- أفضل ممثل كوميدى أو أستعراضى عام 2012 عن فيلم الحرس

## مواقع خارجية
- برندان غليسون على موقع IMDb (الإنجليزية)
- برندان غليسون على موقع روتن توميتوز (الإنجليزية)
- برندان غليسون على موقع مونزينجر (الألمانية)
- برندان غليسون على موقع قاعدة بيانات الأفلام العربية
- برندان غليسون على موقع ألو سيني (الفرنسية)
- برندان غليسون على موقع ميوزك برينز (الإنجليزية)
- برندان غليسون على موقع تيرنر كلاسيك موفيز (الإنجليزية)
- برندان غليسون على موقع أول موفي (الإنجليزية)
- برندان غليسون على موقع بوكس أوفيس موجو (الإنجليزية)
- برندان غليسون على موقع قاعدة بيانات الأفلام السويدية (السويدية)